# Unitats de Protecció Civil
 Les Unitats de Protecció Civil (kurd: Yekîneyên Parastina Sivîl; YPS), també coneguda com a Unitats de Defensa Civil, és un grup armat majoritàriament kurd i principal força armada al Kurdistan turc. Les YPS són la branca juvenil urbana del Partit dels Treballadors del Kurdistan (PKK) format després de reorganitzar el Moviment Patriòtic Revolucionari Juvenil, també conegut com a YDG-H.

## Història
Les YPS es van formar el 20 de desembre de 2015 per rebels kurds com a versió de les YPG sirianes al Kurdistan del Nord (Kurdistan turc). reorganitzant en la branca juvenil urbana YPG-H. Les YPS estan format principalment per membres de l'antiga YDG-H, creades el 2013. Les YPS han seguit les tàctiques de guerra de guerrilleres.
Les YPS inicialment va adoptar una postura defensiva en el conflicte kurdo-turc (1978-actualitat), formant múltiples branques als diferents districtes kurds de Turquia, generalment com a conseqüència d'enfrontaments o tocs de queda imposats pel govern turc. Aquestes branques es troben a Nusaybin, Sirnex, Sur i Yuksekova (abans coneguda com a Gever).
Hi ha també una branca femenina de les YPS, conegudes com les YPS-Jin que van ser fundades el 2016, un any després de la fundació de les YPS, amb el clar objectiu de lluitar per la igualtat de gènere. Algunes membres del YPS-Jin són víctimes del genocidi iazidita perpetrat per Estat Islàmic el 2014.

### Moviment Patriòtic Revolucionari Juvenil
El Moviment Patriòtic Revolucionari Juvenil (en kurd: Tevgera Ciwanen Welatparêzên Şoreşger, en turc: Yurtsever Devrimci Gençlik Hareket, YDG-H) va ser la branca militant urbana juvenil del Partit dels Treballadors del Kurdistan. El grup, format majoritàriament per joves d'entre 15 i 25 anys, es va fundar el 2006 i els seus combatents eren entrenats per combatre en territori urbà per militants experimentats membres del PKK. El grup oferia resistència a les forces de seguretat turques amb l'objectiu d'arribar a controlar les zones on es trobaven l'any 2014 com a part d'una estratègia unilateral d'autogestió de diverses ciutats del Kurdistan turc.
El grup defensava l'autonomia de les ciutats i que aquestes s'autogestionessin, així com la persecusió de totes les activitats relacionades amb les drogues i la prostitució i altres delictes similars presents a la regió.
El desembre de 2015, el YDG-H es va reorganitzar com a Unitats de Protecció Civil (YPS).

## YPS-Jin

Bandera de les YPS-Jin

Les Unitats de Protecció-Dones (en kurd: Yekîneyên Parastina Sivîl a Jin, YPS-Jin) és una milícia kurda que es va constituir el 2016 com a brigada femenina de la milícia de les YPS. Jin significa dona kurd. L'objectiu de les YPS-Jin és lluitar per l'alliberament i la llibertat de les dones conjuntament a l'alliberament del poble kurd. El 2016, les YPS-Jin es van formar a Yüksekova, abans coneguda com a Gever, per lluitar contra les forces turques de la zona.
L'empempta que va portar a la creació de les YPS-Jin va ser la crida feminista a prendre partit en el conflicte. Els tocs de queda imposats a determinats districtes de Turquia dificultaven la sortida mares i dones al carrer sense por a ser assassinades. Les YPS-Jin lluiten conjuntament amb les YPS, però se centren més en els problemes de les dones que lesl YPS.

## Diferències amb el Partit de Treballadors del Kurdistan
Una de les principals controvèrcies amb el PKK, és la voluntat de negociar i comprometre's amb les forces de seguretat turques, fins i tot amb taxes elevades de baixes. Això ha demostrat com els membres de YPS i YPS-Jin demostren que no tenen por de morir, cosa que pot ser conseqüència de créixer durant el conflicte i quedar traumatitzats a una edat jove. Les YPS no tenen una jerarquia pel que fa a la presa de decisions, el mètode disciplinari és la pròpia ambició.

## Branques locals

### Nisebîn (Nusaybin)
Nusaybin és una ciutat de Turquia a la frontera amb Síria, la ciutat és la més important pel que fa a la resistència kurda contra Turquia. A Nusaybin, el Govern turc va imposar un toc de queda el 14 de març per intentar combatre els moviments de resistència creixents a Turquia. Després de batalles cruentes i una destrucció quasi total de la ciutat, el 13 de març de 2016, l'exèrcit turc va rodejar Nusaybin amb tancs per intentar expulsar els i les combatents de la resistència. Això va provocar que la YPS es retirés de Nusaybin per intentar protegir els civils dins dels límits de la ciutat i no causar més danys si els tancs entraven a la ciutat.
Les YPS va utilitzar barricades per evitar que la policia turca entrés a la ciutat i moltes persones civils anaven armades pels carrers per tal de defensar-se en cas necessari. A Nusaybin hi va haver centenars de víctimes mortals, cosa que va portar al YPS a retirar-se, per evitar possibles massacres de persones innocents.

### Şirnex (Şırnak)
Șırnak és una ciutat de Turquia, a prop de la frontera de l'Iraq i Síria. Al juliol de 2015, Turquia la va bombardejar assassinant oficials del PKK i desencadenant una onada de violència. A la ciutat, sota un toc de queda de 10 del vespre a 5 del matí, s'hi van aixecar barricades al llarg de molts carrers. Durant el toc de queda era aprofitat per les forces de seguretat turques per entrar a la ciutat i destruir les barricades. Es calcula que durant el conflicte, unes 508 militants de les YPS van morir.

### Sur
Sur es troba a la província de Diyarbakır, a l'est de Turquia. Al juliol de 2015, moltes cases, les esglésies i les mesquites van començar un procés de reconstrucció i millora que impedia l'accés a les persones que hi vivien. El motiu de tal reconstrucció era el projecte de l'Estat de convertir Sur en una destinació turística, cosa que generava conflicte amb els ciutadans de la ciutat. Després d'un alto al foc fallit el 2015, la policia turca va restablir els tocs de queda a molts districtes kurds, exceptuant Sur, cosa que va donar ales a les YPS per declarar el territori zona autònoma. Entre desembre i març de 2015, l'exèrcit turc va enviar en tancs, helicòpters i canons per prendre el control de la ciutat. Com en la resta de ciutats, les YPS van desplegar barricades, bloquejos de carreteres, punts de control i trinxeres per fer front a les forces de seguretat turques. El març de 2016, el govern turc va aoncseguir el control total de la regió, aixecant el toc de queda. Es calcula que 279 militants van morir durant el conflicte, inclòs una nena de 13 anys.

### Gever (Yüksekova)
Yüksekova es troba al sud-est de Turquia a la frontera amb l'Iran i l'Iraq. L'exèrcit turc patrulla regularment àrees de Yüksekova amb vehicles blindats i tancs per intentar controlar la zona dels combatents de les YPS.
El 8 d'octubre de 2016, quatre civils van ser assassinats a Yüksekova, cosa que va fer que la YPS perpetrés una emboscada a un vehicle blindat amb quatre oficials de les forces turques. L'11 de setembre de 2016, van emboscar en un punt de control policial un altre vehicle en el que van morir quatre agents de policia turcs.

## Galeria d'imatges

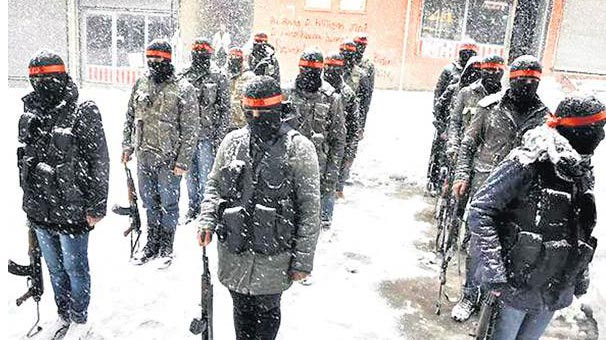
Membres de les YPS
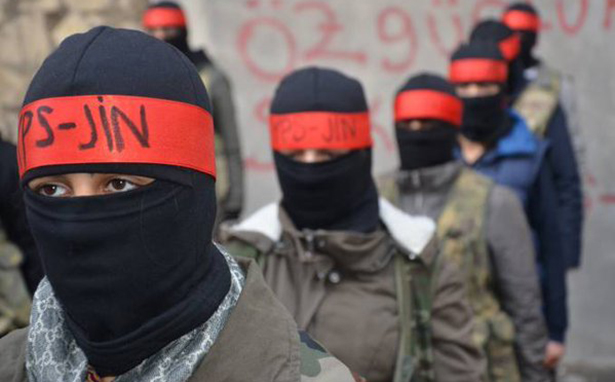
Membres de les YPS-Jin